# Anpartsselskab
Anpartsselskab (ApS) är en dansk företagsform där ägaren, kallad för anpartshaver, inte är personligt ansvarig för bolaget, till skillnad fran med enskild firma där ägaren går in med sin personliga ekonomi som säkerhet. Insatsen (aktiekapitalet) i ett anpartsselskab är minst 50 000 danska kronor. Anpartsselskabet leds av en styrelse, som kan bestå av endast en person. Styrelsen är ansvarig för bolagets verksamhet. Ett ApS måste varje år lämna in en årsredovisning som är reviderad av en auktoriserad eller registrerad revisor.

## Liknande företagsformer i andra länder
1. Sverige: Aktiebolag, AB, 50 000-kronorsaktiebolag[1]
2. England: Limited Company, Ltd[2]
3. Schweiz: Gesellschaft mit beschränkter Haftung, GmbH[2]
4. Tyskland: Gesellschaft mit beschränkter Haftung, GmbH[2]
5. USA: Limited liability company, LLC eller L.L.C.[2][3]
6. Österrike: Gesellschaft mit beschränkter Haftung, GmbH[2]